# Tuure Nieminen
Thure Aksel „Tuure” Nieminen (ur. 29 lutego 1894 w Helsinkach, zm. 17 października 1968 tamże) – fiński skoczek narciarski, uczestnik Zimowych Igrzysk Olimpijskich 1924.

## Igrzyska olimpijskie
| Miejsce | Dzień    | Rok  | Miejscowość         | Konkurs                         | Wynik     | Strata  | Skok 1 | Skok 2 | Zwycięzca          |
| ------- | -------- | ---- | ------------------- | ------------------------------- | --------- | ------- | ------ | ------ | ------------------ |
| 13.     | 4 lutego | 1924 | Chamonix-Mont-Blanc | Skocznia normalna indywidualnie | 16,26 pkt | 2,7 pkt | 42,5 m | 41,0 m | Jacob Tullin Thams |